# Villa Urbana in Longuich

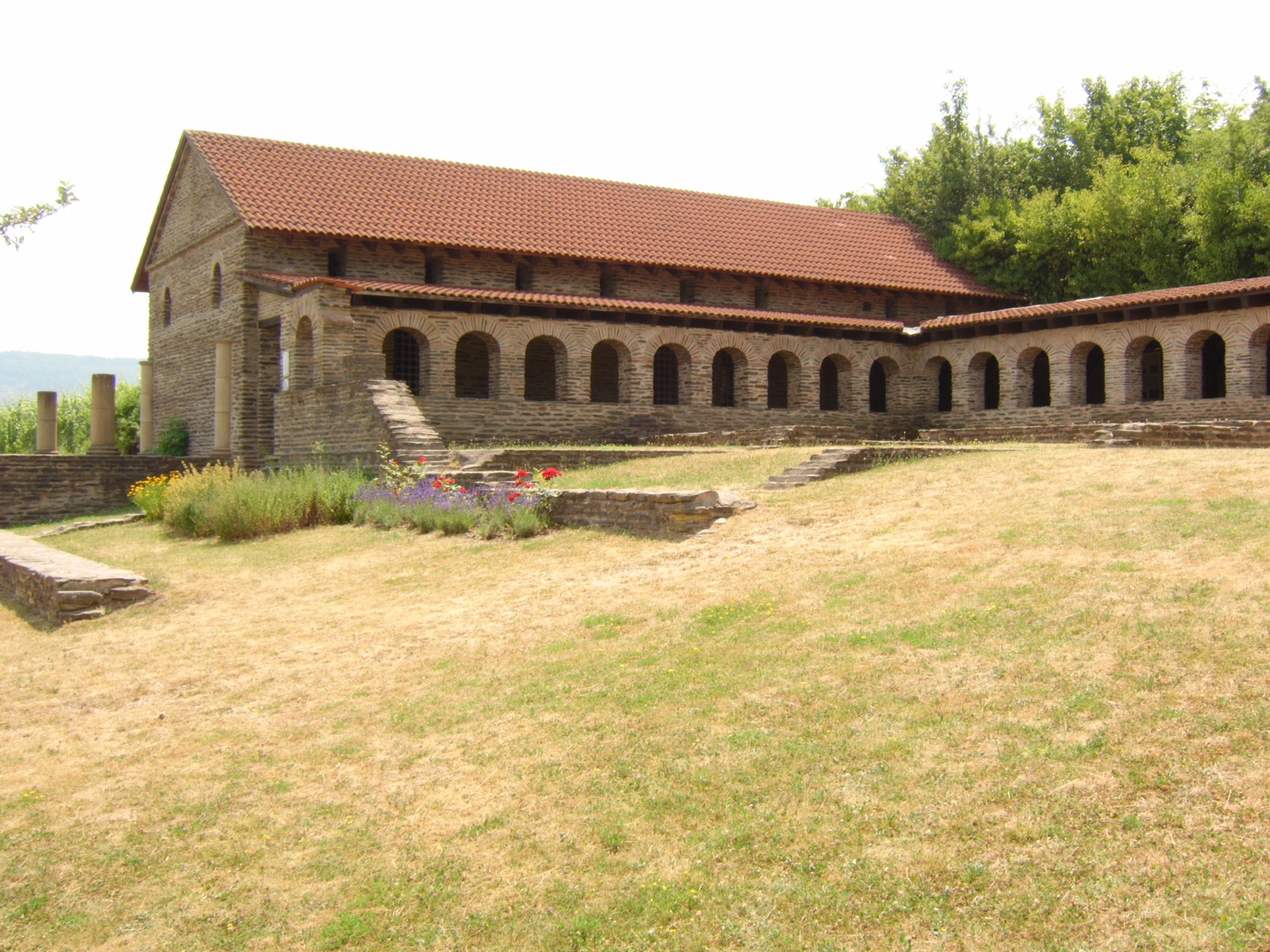
Blick auf die Villa Urbana in Longuich

Die Villa Urbana in Longuich ist eine römische Villa urbana, die an der Stelle einer älteren Villa rustica errichtet worden war. Teile der Villa wurden in Longuich/Mosel an der „Römischen Weinstraße“ ausgegraben und rekonstruiert.
Die Villa wurde im 2. Jahrhundert n. Chr. erbaut und hatte eine Ausdehnung von 110 mal 28 Metern. Aufgrund ihrer Größe und der Ausstattung wird angenommen, dass sie als Alterssitz eines höheren Beamten aus dem nahen Augusta Treverorum (Trier) diente.
Mauerreste der Villa wurden 1984 bei Flurbereinigungsarbeiten gefunden. Sie wurden ausgegraben, konserviert und die Gebäude teilweise rekonstruiert. Zu besichtigen gibt es einen Teil des einstigen Seitentraktes mit Badeanlage bestehend aus Caldarium (Heißbad), Tepidarium (Warmbad), Sudatorium (Schwitzbad), Frigidarium (Kaltbad) und Praefurnium (Feuerungsraum).
Neben der Villa wurden bei den Ausgrabungen auch Reste anderer Bauten gefunden, die vor allem landwirtschaftlichen Zwecken dienten. Außerdem stieß man auf einen steinernen Sarkophag mit dem Skelett eines jugendlichen Mädchens.